# NGC 4509
NGC 4509 é uma galáxia espiral (Sab/P) localizada na direcção da constelação de Canes Venatici. Possui uma declinação de +32° 05' 32" e uma ascensão recta de 12 horas, 33 minutos e 06,8 segundos.
A galáxia NGC 4509 foi descoberta em 11 de Março de 1828 por John Herschel.